# Kenneth III
Kenneth III, Gaelisch: Cináed mac Duib (?, ? - Monzievaird, 1005), zoon van Dubh, werd koning van Alba, nadat Constantijn III de dood op het slagveld had gevonden in 997. Kenneth III regeerde samen met zijn zoon Giric II.
Na een regering van acht jaren werden beiden gedood in een gevecht met Malcolm II, zoon van Kenneth II, bij Monzievaird gelegen tussen Crieff en Comrie.
Kenneth III werd begraven op Iona. Hij werd opgevolgd door de genoemde Malcolm II, zoon van Kenneth II, kleinzoon van Malcolm I die de achterkleinzoon was van Kenneth I van Schotland.
- Gemeinsame Normdatei: 1203933452
- Virtual International Authority File: 1437158070706408780009